# Erich Schüler (Politiker, 1907)
Erich Schüler (* 27. März 1907 in Nastätten; † 15. Juni 1975 ebenda) war ein deutscher Arzt und Politiker (CDU).

## Leben
Schüler besuchte humanistische Gymnasien in Weilburg und Wiesbaden und legte 1925 das Abitur ab. Danach studierte er Medizin in Marburg, Gießen, München und Tübingen. Da Studium schloss er 1930 mit dem Staatsexamen und 1932 mit der Promotion zum Dr. med. in Gießen ab. Nach einer ärztlichen Ausbildung in Gießen, Halle und Dresden war er 1934 bis 1940 Hitler-Jugend-Arzt und 1936 bis 1949 Facharzt für Orthopädie in Halle. Dazwischen leistete er 1940 bis 1945 Kriegsdienst (zuletzt als Stabsarzt und Leiter der Orthopädischen Versorgungsstelle Halle). 1949 wurde er praktischer Arzt in Nastätten.

## Politik
Von 1936 bis 1945 war er Mitglied der Nationalsozialistischen Volkswohlfahrt und ab 1937 der NSDAP. Von 1938 bis 1940 gehörte er dem NS-Altherrenbund, von 1939 bis 1940 dem NS-Ärztebund an. Am 29. Dezember 1947 lautete die Entscheidung der Entnazifizierungskommission Halle: Entlastet und keinen Beschränkungen unterworfen.
Schüler wurde nach dem Zweiten Weltkrieg Mitglied der CDU und war 1960 bis 1967 Vorsitzender des CDU-Ortsverbands Nastätten und 1962 bis 1964 CDU-Kreisvorsitzender Loreleykreis.
Von 1952 bis 1960 war er Mitglied des Stadtrats Nastätten und 1953 bis 1956 Erster Beigeordneter in Nastätten. Von 1960 bis 1969 war er Mitglied und ab 1964 Fraktionsvorsitzender im Kreistag des Loreleykreises.
Am 29. Mai 1969 rückte er für Willibald Hilf in den sechsten Landtag Rheinland-Pfalz gewählt, dem er bis zum Ende der Wahlperiode 1871 angehörte. 1964 war er Mitglied der 4. Bundesversammlung.
1960 wurde er Mitglied der Vertreterversammlung der Kassenärztlichen Vereinigung Koblenz und 1967 Landessozialrichter.